# Eslovênia nos Jogos Olímpicos de Inverno de 2022
Eslovênia participou dos Jogos Olímpicos de Inverno de 2022, realizados em Pequim, na China.
Foi a nona aparição do país em Olimpíadas de Inverno. Foi representado por 42 atletas, sendo 22 homens e 20 mulheres.

## Competidores
| Esporte             | Masculino | Feminino | Total |
| ------------------- | --------- | -------- | ----- |
| Biatlo              | 4         | 2        | 6     |
| Combinado nórdico   | 1         | —        | 1     |
| Esqui alpino        | 4         | 7        | 11    |
| Esqui cross-country | 4         | 5        | 9     |
| Salto de esqui      | 5         | 4        | 9     |
| Snowboard           | 4         | 2        | 6     |
| Total               | 22        | 20       | 42    |

## Medalhas
Estes foram os medalhistas desta edição:
| Atleta                                          | Esporte        | Evento                            | Medalha |
| ----------------------------------------------- | -------------- | --------------------------------- | ------- |
| Urša Bogataj                                    | Salto de esqui | Pista normal individual feminino  | Ouro    |
| Nika Križnar Timi Zajc Urša Bogataj Peter Prevc | Salto de esqui | Equipe mista                      | Ouro    |
| Tim Mastnak                                     | Snowboard      | Slalom gigante paralelo masculino | Prata   |
| Žan Kranjec                                     | Esqui alpino   | Slalom gigante masculino          | Prata   |
| Lovro Kos Cene Prevc Timi Zajc Peter Prevc      | Salto de esqui | Pista longa por equipes masculino | Prata   |
| Nika Križnar                                    | Salto de esqui | Pista normal individual feminino  | Bronze  |
| Gloria Kotnik                                   | Snowboard      | Slalom gigante paralelo feminino  | Bronze  |

## Desempenho

### Biatlo
Masculino
Feminino

### Esqui alpino
Masculino
Feminino

### Esqui cross-country
Masculino
Feminino

### Combinado nórdico
Masculino

### Salto de esqui
Masculino
Feminino

### Snowboard
Masculino
Feminino
Legenda
| Recorde mundial      | Recorde mundial (World record)               |                       | Recorde africano                      | Recorde africano (African) |                                           | Q | Classificado por posição (Qualified) |
| Recorde olímpico     | Recorde olímpico (Olympic record)            | Recorde da América    | Recorde da América (Americas)         | q                          | Classificado por melhor tempo (Qualified) |   |                                      |
| Melhor marca do ano  | Melhor marca do ano (World leading)          | Recorde asiático      | Recorde asiático (Asian)              | DNS                        | Não largou (Did not start)                |   |                                      |
| Recorde nacional     | Recorde nacional (National record)           | Recorde europeu       | Recorde europeu (European)            | DNF                        | Não terminou (Did not finish)             |   |                                      |
| Recorde pessoal      | Recorde pessoal do atleta (Personal best)    | Recorde da Oceania    | Recorde da Oceania (Oceania)          | DSQ / DQ                   | Desclassificado (Disqualified)            |   |                                      |
| Recorde da temporada | Recorde da temporada do atleta (Season best) | Recorde sul-americano | Recorde sul-americano (South America) | NM                         | Sem marca (No mark)                       |   |                                      |